# Winston George
Winston George (* 19. Mai 1987 in Georgetown) ist ein guyanischer Leichtathlet, der sich auf den Sprint spezialisiert hat.

## Sportliche Laufbahn
Erste internationale Erfahrungen sammelte Winston George im Jahr 2011, als er bei den Panamerikanischen Spielen in Guadalajara im 200-Meter-Lauf mit 24,17 s in der ersten Runde ausschied und auch über 400 m kam er mit 46,93 s nicht über den Vorlauf hinaus. Im Jahr darauf startete er im 400-Meter-Lauf bei den Olympischen Spielen in London teil und schied dort mit 46,86 s in der Vorrunde aus. 2013 belegte er bei den Zentralamerika- und Karibikmeisterschaften (CAC) in Morelia in 20,67 s den siebten Platz über 200 m und über 400 m schied er mit 46,94 s aus. Anschließend kam er bei den Weltmeisterschaften in Moskau mit 20,88 s nicht über den Vorlauf aus und gewann dann bei den Islamic Solidarity Games in Palembang in 20,77 s die Silbermedaille über 200 m hinter dem Saudi-Araber Fahhad Mohammed al-Subaie und auch über 400 m gewann er in 46,10 s die Silbermedaille hinter Youssef Masrahi aus Saudi-Arabien. Im Jahr darauf nahm er erstmals an den Südamerikaspielen in Santiago de Chile teil und klassierte sich dort mit 20,77 s auf dem fünften Platz über 200 m und wurde in 46,15 s Vierter über 400 m. Anschließend gelangte er bei den Commonwealth Games in Glasgow über beide Distanzen bis ins Halbfinale und schied dort mit 20,88 s und 46,38 s aus. Dann belegte er bei den Zentralamerika- und Karibikspielen in Xalapa in 46,33 s den fünften Platz über 400 m und konnte seinen Vorlauf über 200 m nicht beenden. Zudem gelangte er auch mit der guyanischen 4-mal-100-Meter-Staffel in 39,74 s auf den fünften Platz.
2015 klassierte er sich bei den Panamerikanischen Spielen in Toronto mit 45,58 s den sechsten Platz und schied anschließend bei den Weltmeisterschaften in Peking mit 45,25 s in der ersten Runde aus. Im Jahr darauf nahm er erneut an den Olympischen Spielen in Rio de Janeiro teil und kam dort mit 45,77 s nicht über die Vorrunde hinaus. 2017 gewann er bei den Islamic Solidarity Games in Baku in 45,69 s die Silbermedaille über 400 m hinter dem Bahrainer Ali Khamis Khamis und über 200 m sicherte er sich in 20,62 s die Bronzemedaille hinter dem Türken Ramil Guliyev und Salem Eid Yaqoob aus Bahrain. Anschließend siegte er in 45,42 s bei den Südamerikameisterschaften in Luque. Daraufhin schied er bei den Weltmeisterschaften in London mit 46,02 s im Vorlauf über 400 m aus und erreichte im 200-Meter-Lauf das Halbfinale, in dem er mit 20,74 s ausschied. Im Jahr darauf gelangte er bei den Commonwealth Games im australischen Gold Coast bis ins Halbfinale über 400 m und schied dort mit 47,25 s aus, während er über 200 m mit 21,19 s in der ersten Runde scheiterte. Anschließend nahm er erneut an den Südamerikaspielen in Cochabamba teil und gewann dort in 45,67 s die Bronzemedaille über 400 m hinter dem Brasilianer Lucas Carvalho und Yilmar Herrera aus Kolumbien. Zudem belegte er in 20,55 s den fünften Platz über 200 m. Ende Juli scheiterte er bei den Zentralamerika- und Karibikspielen in Barranquilla mit 46,77 s in der Vorrunde über 400 m und wurde im 200-Meter-Lauf im Semifinale disqualifiziert. 2019 belegte sie bei den Weltmeisterschaften in Lima in 20,99 s den vierten Platz über 200 m und wurde in 47,66 s Sechster über 400 m.

## Persönliche Bestleistungen
- 100 Meter: 10,29 s (+1,5 m/s), 16. Juli 2018 in Cork
- 200 Meter: 20,41 s (+0,1 m/s), 15. Juli 2017 in Leonora
  - 200 Meter (Halle): 20,76 s, 10. Februar 2018 in Boston (guyanischer Rekord)
- 400 Meter: 45,16 s, 15. Juli 2017 in Leonora (guyanischer Rekord)
  - 400 Meter (Halle): 46,49 s, 24. Februar 2019 in Boston